# Ipomoea tricolor
La campanella tricolore (Ipomoea tricolor Cav., 1795), è una pianta della famiglia delle Convolvulaceae, originaria della zona tropicale americana, altrove ampiamente coltivata come pianta ornamentale, oppure naturalizzata.

## Etimologia
Il nome del genere deriva dai termini greci ῐψ, (ips), che indica un verme roditore della vite che scava gallerie a spirale e ὅμοιος (hómoios), che significa simile; il riferimento è al movimento a spirale dell'apice della pianta, che consente al fusto di avvolgersi alle piante vicine o ai sostegni forniti dall'uomo.
L'epiteto specifico, tricolor, deriva dal Latino tris/tres, che significa tre e da cólor, colore, per i tre colori che hanno le corolle dei fiori.

## Descrizione

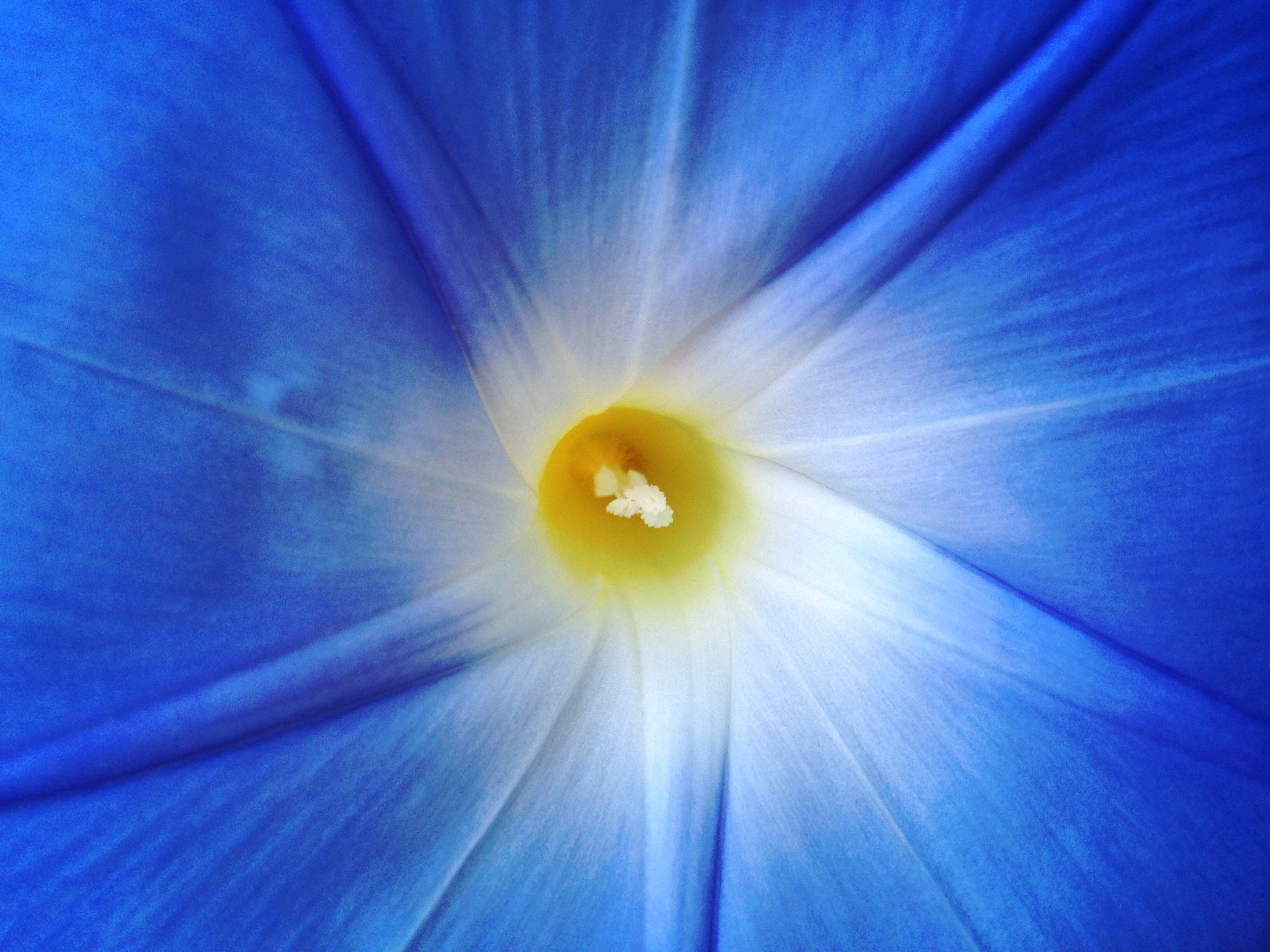
I tre colori del fiore: azzurro, bianco e giallo dorato chiaro, nella varietà "Heavenly blue"

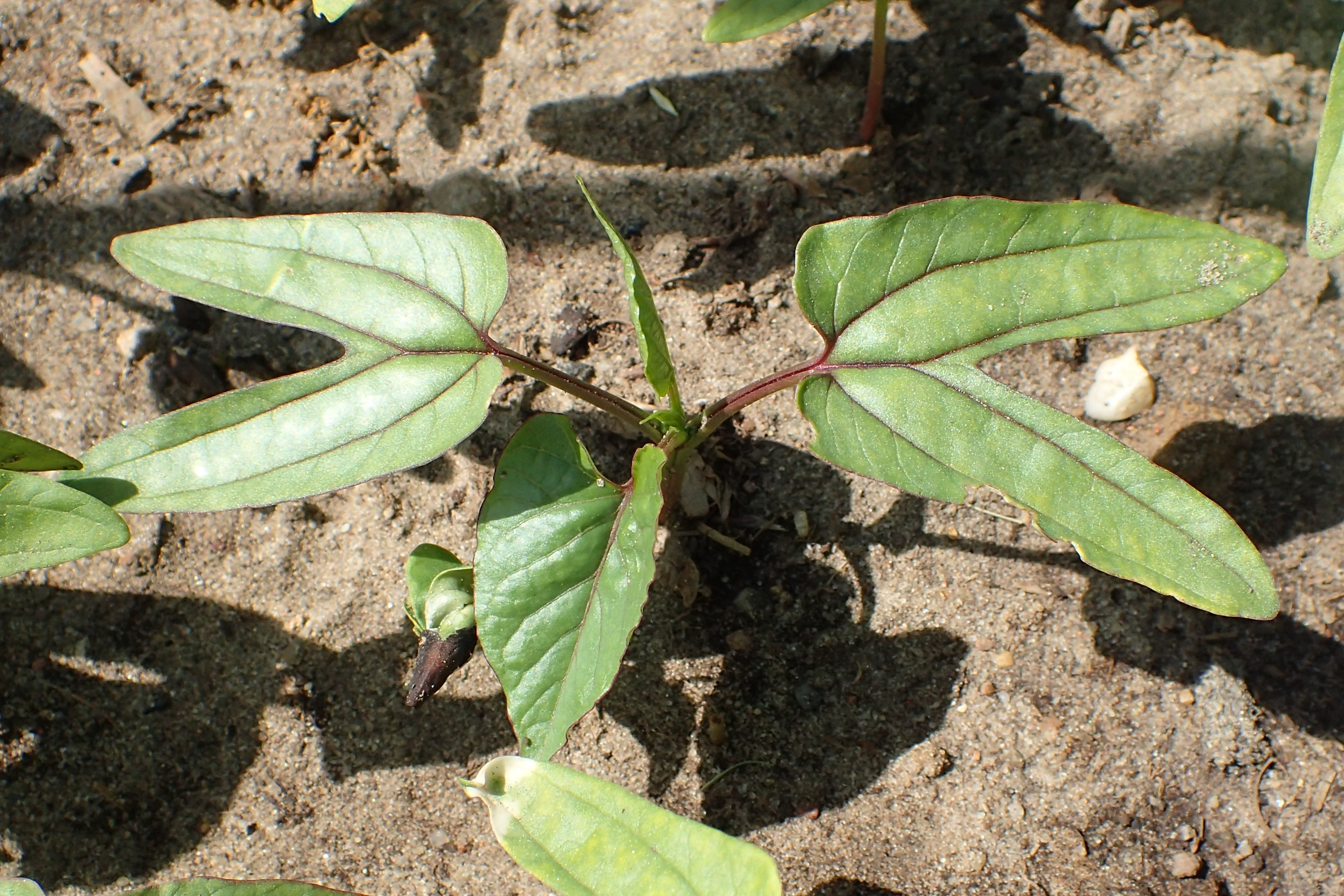
Piantina appena spuntata, che mostra le foglie cotiledonari, di forma bilobata e la prima foglia adulta, cuoriforme

È una pianta rampicante, con fusto volubile, che cresce fino a 4-5 m di altezza, avvolgendosi su fusti di piante vicine, su fili, canne o su altri sostegni. Le foglie sono cuoriformi e disposte a spirale lungo il fusto, lunghe 3-7 cm con picciolo lungo 1,5-6 cm. I fiori sono a forma di tromba, di 4-9 cm di diametro, di solito di colore violetto oppure azzurro intenso, che sfumano verso il centro prima nel bianco e infine nel giallo chiaro dorato. Da ciò probabilmente deriva il nome della specie.

## Coltivazione
Nella coltivazione, la specie è coltivata per il fogliame decorativo, per la velocità nel ricoprire bersò e grigliati, nel breve tempo di una stagione, ma soprattutto per la bellezza del colore dei fiori. La fioritura molto abbondante e nonostante ogni fiore rimanga aperto solo un giorno, dalla mattina presto sino a metà giornata, il giorno seguente la pianta è di nuovo piena di fiori. È dunque una specie dalla fioritura tipicamente mattutina.
Questa specie non tollera temperature inferiori a 5 °C, quindi, pur essendo una pianta perenne nelle zone d'origine, nelle regioni temperate viene solitamente coltivata come annuale. Preferisce una posizione calda, riparata e soleggiata come un muro esposto a sud o ad ovest.
Numerose cultivar di campanella tricolore con diversi colori di fiori sono state selezionate per l'uso come piante ornamentali; ampiamente coltivata è la cultivar "Heavenly Blue", di colore azzurro intenso, che ha ottenuto il Grand merit della Royal Horticultural Society di Londra. Nella cultivar Heavenly Blue, il colore del fiore cambia durante la fioritura a causa del graduale aumento del pH vacuolare. Questo passaggio, dal viola al blu, è indotto da modificazioni chimiche che interessano le molecole di antocianine presenti nei petali.
L'ingestione di qualsiasi parte della pianta può causare disturbi.

## Presenza di ergina e trattamenti tossici dei semi
I semi commerciali sono talvolta trattati con metilmercurio, sostanza tossica di cui è vietato l'uso in molti paesi, che funge da conservante. Si tratta di un veleno neurotossico cumulativo. Anche per questo motivo, se non per altri, è assolutamente sconsigliato l'uso dei semi come allucinogeno. Nelle zone d'origine, infatti, è sfruttata per scopi sciamanici la presenza nei semi di ergina, alcaloide prodotto da alcuni funghi della famiglia delle clavicipitacee che si trovano naturalmente in associazione con le convolvulacee.
La sostanza chimica tossica con cui sono impregnati i semi non può essere rimossa con il lavaggio e causa sintomi fisici spiacevoli come nausea e dolore addominale.

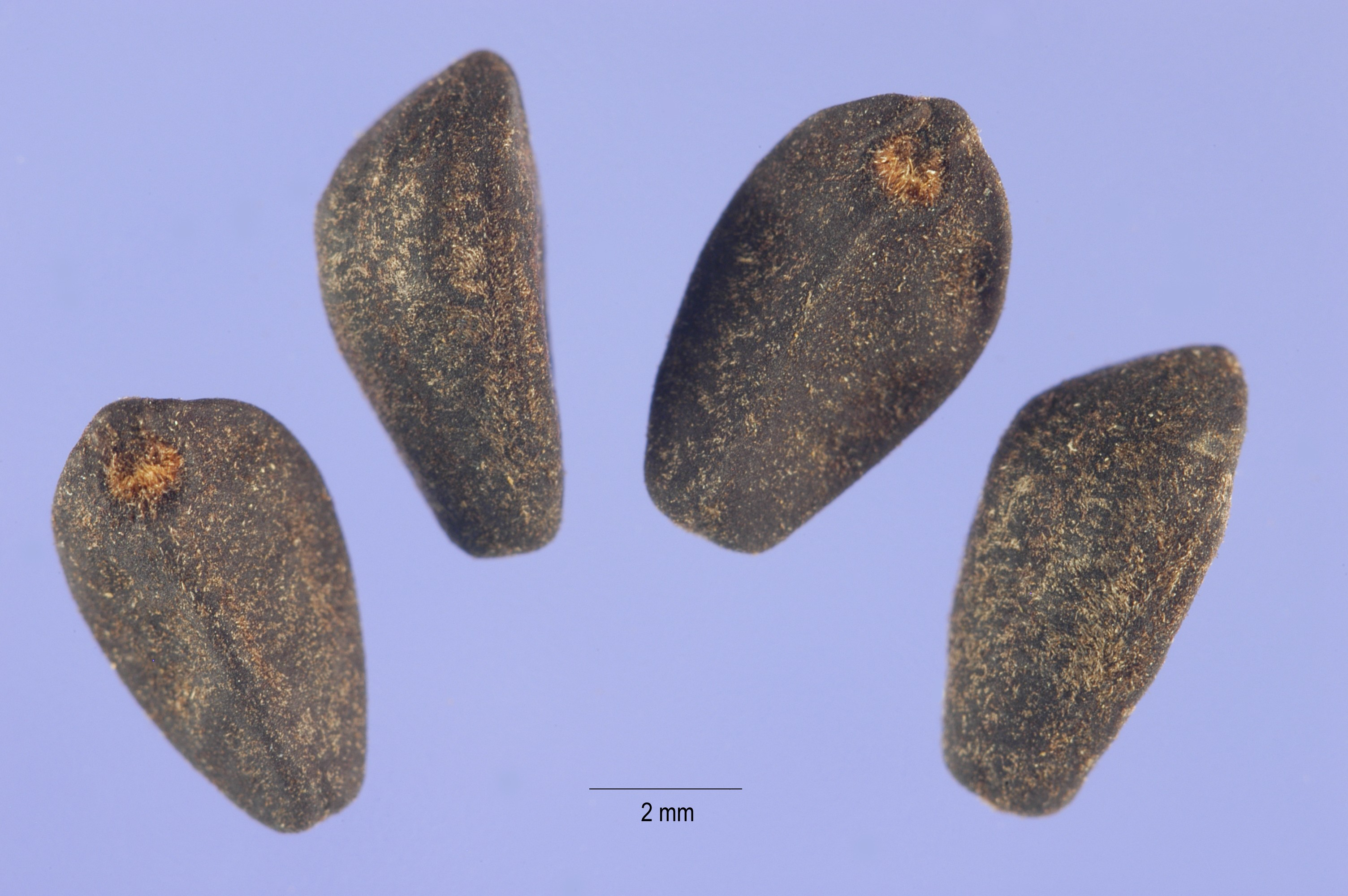
Semi
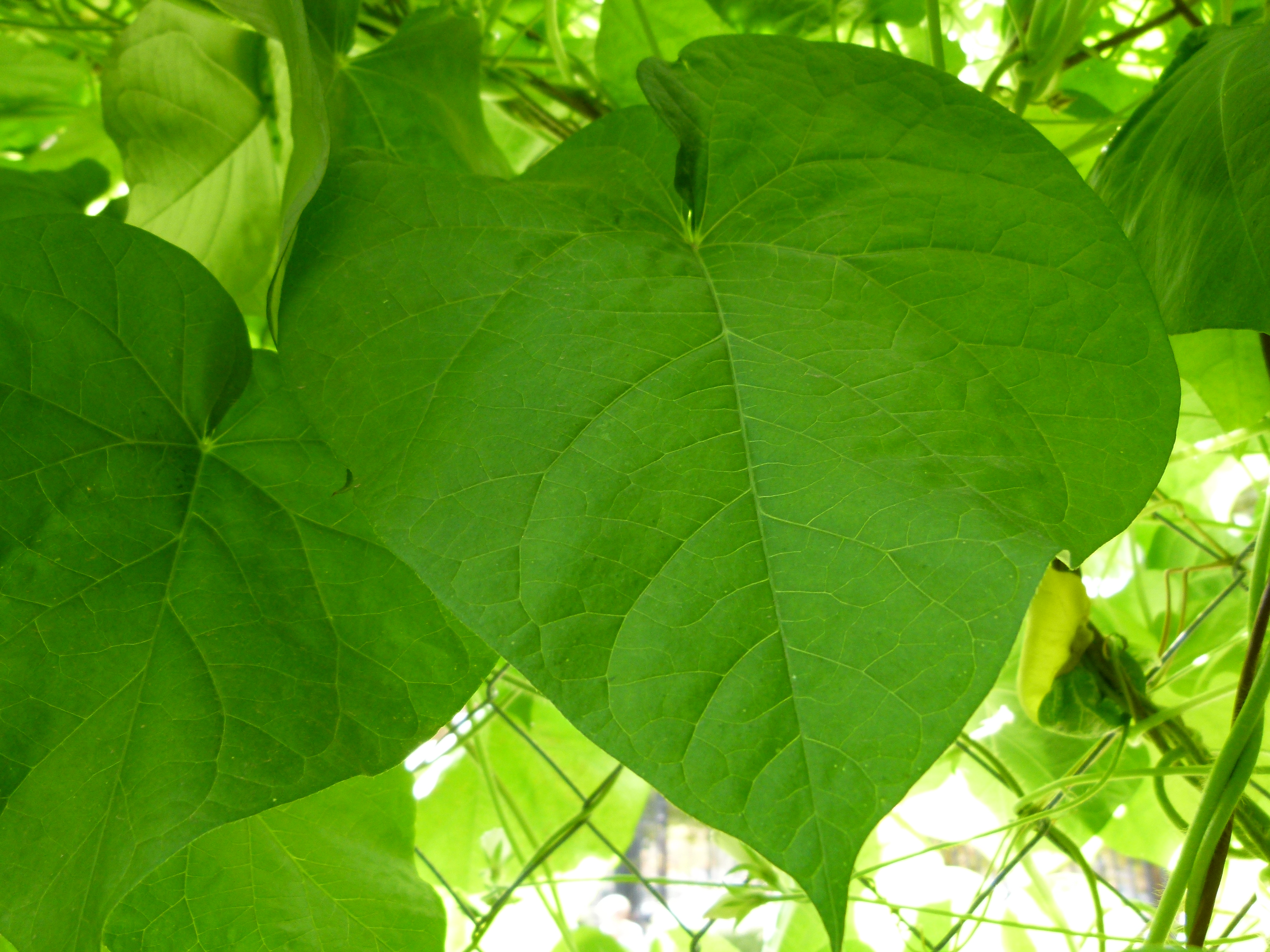
Foglie
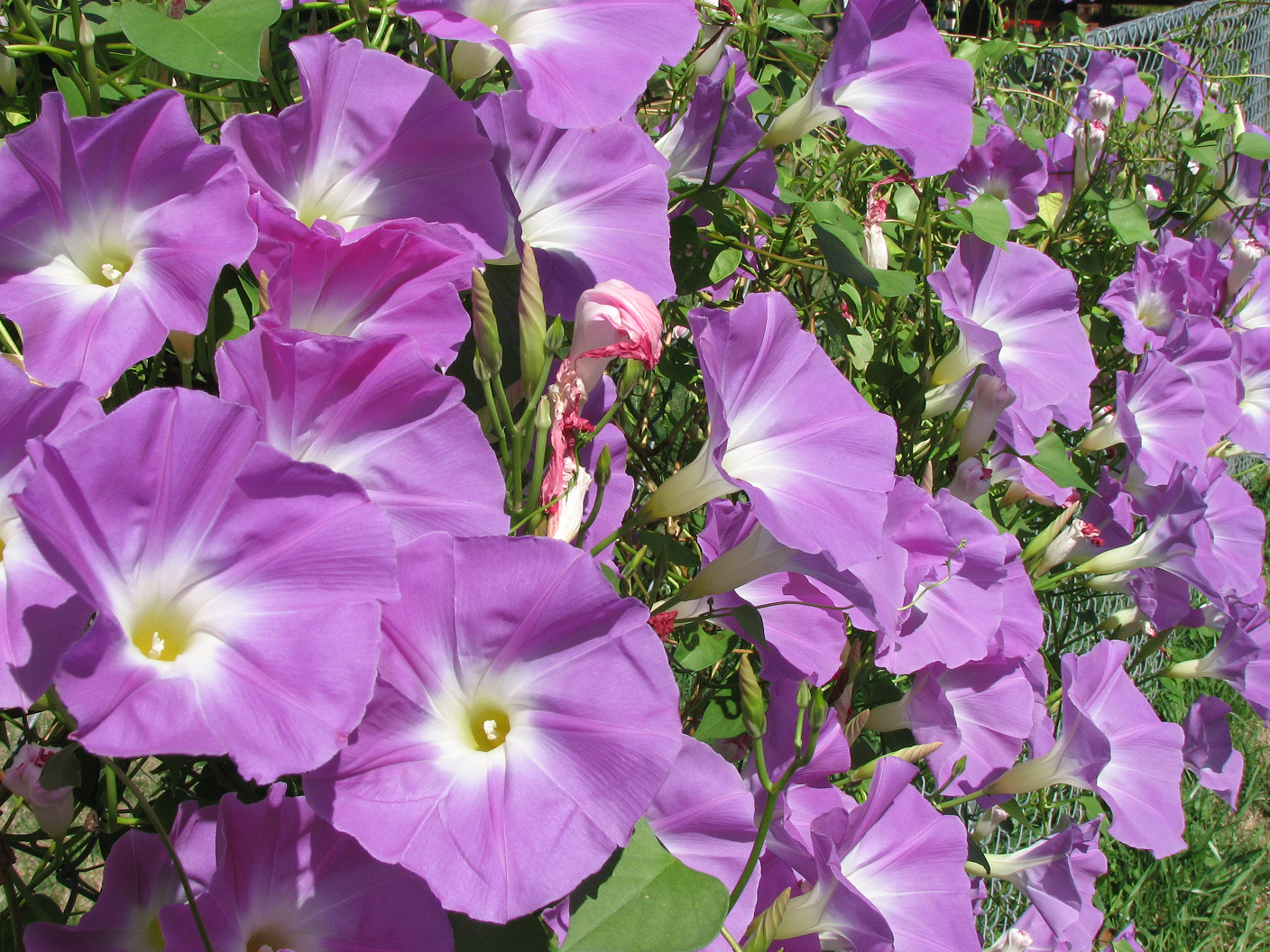
Una varietà a fiori viola: "Wedding Bells"
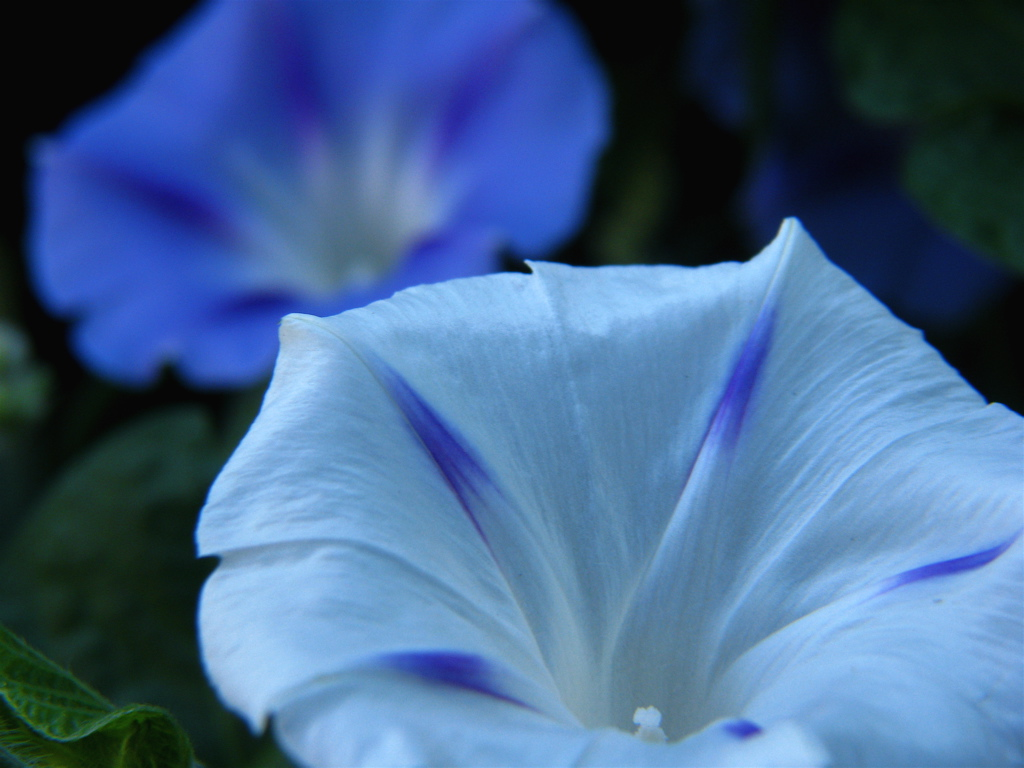
Due varietà di colore diverso: celeste e azzurro
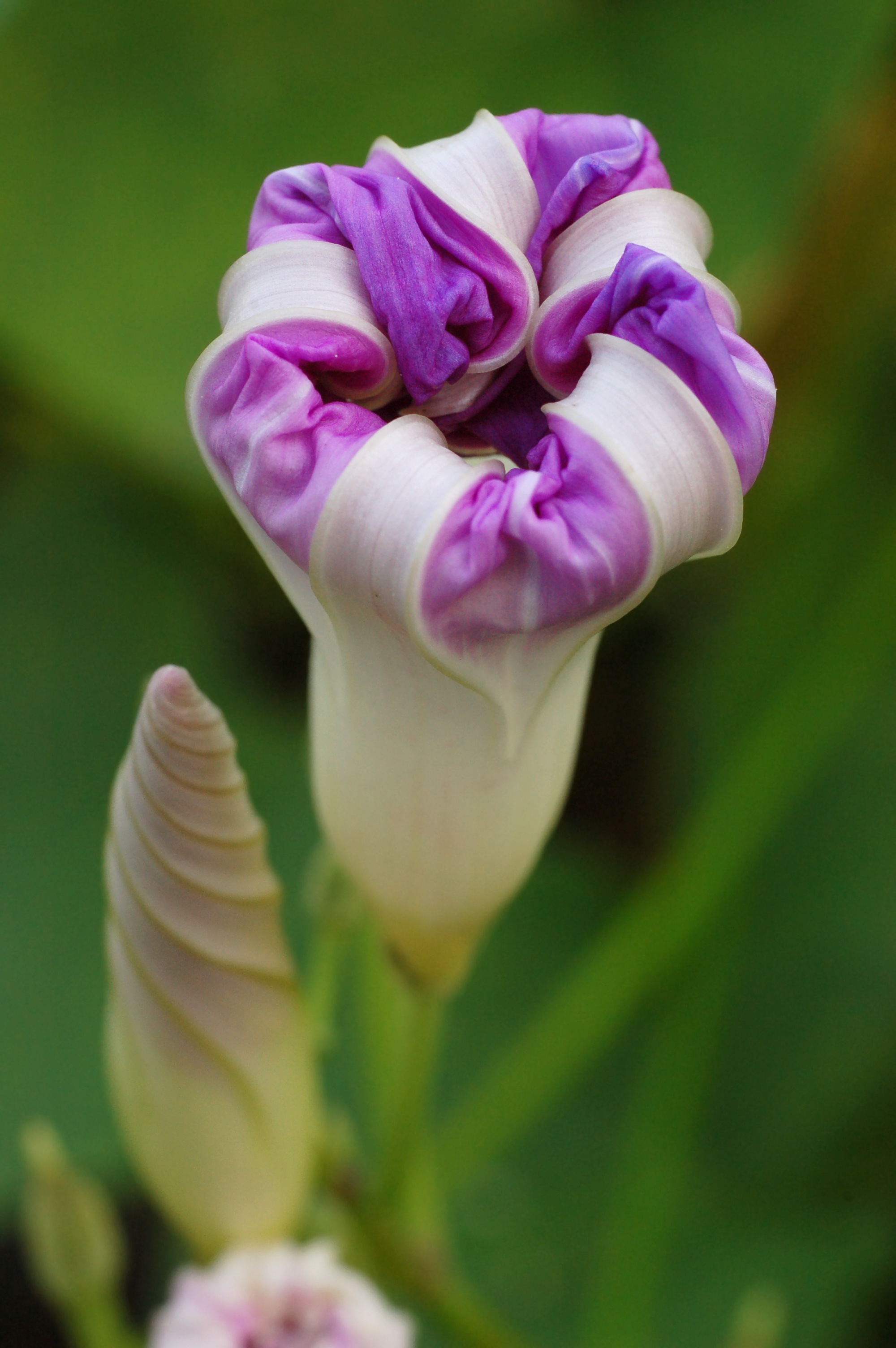
Il fiore appassito, che vira verso il viola sia nelle varietà a fiore azzurro, sia in quelle a fiore purpureo
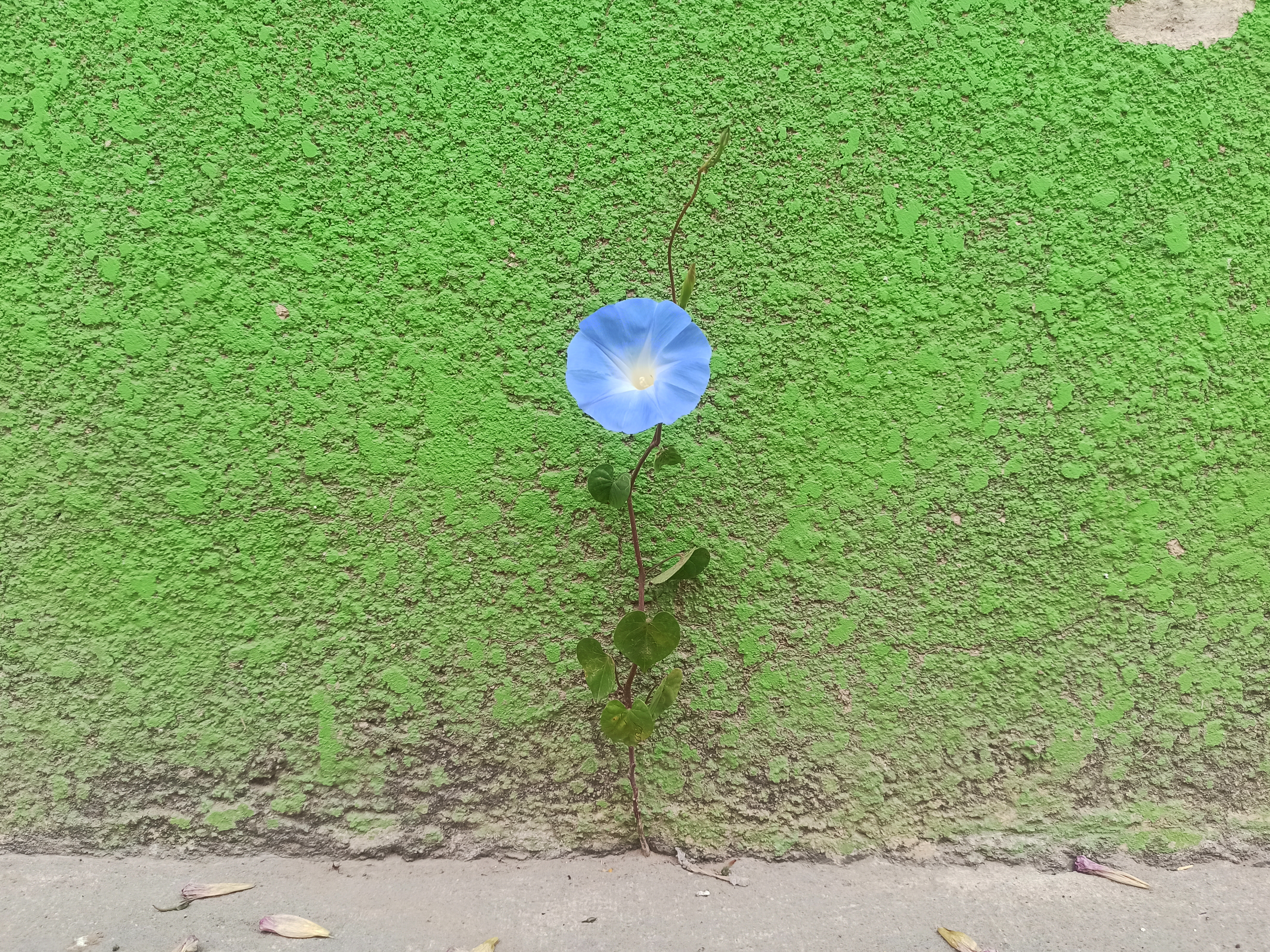
Una pianta di campanella che cerca un sostegno per potersi avvolgere